# Марек Малик
Марек Малик (чеськ. Marek Malík, нар. 24 червня 1975, Острава) — колишній чеський хокеїст, що грав на позиції захисника. Грав за збірну команду Чехії.

## Ігрова кар'єра
Хокейну кар'єру розпочав на батьківщині 1993 року виступами за команду «Вітковіце».
1993 року був обраний на драфті НХЛ під 72-м загальним номером командою «Гартфорд Вейлерс». 
Протягом професійної клубної ігрової кар'єри, що тривала 22 роки, захищав кольори команд «Вітковіце», «Гартфорд Вейлерс», «Мальме Редгокс», «Кароліна Гаррікейнс», «Ванкувер Канакс», «Нью-Йорк Рейнджерс», «Тампа-Бей Лайтнінг», «Женева-Серветт» та ТВК Інсбрук.
Виступав за збірну Чехії.

## Нагороди та досягнення
- Бронзовий призер юніорського чемпіонату Європи 1993.
- Нагорода Плюс-Мінус — 2004.
- Бронзовий призер зимових Олімпійських ігор 2006.

## Статистика
| Сезон        | Клуб                  | Ліга      | Регулярний сезон | Регулярний сезон | Регулярний сезон | Регулярний сезон | Регулярний сезон | Плей-оф | Плей-оф | Плей-оф | Плей-оф | Плей-оф |
| Сезон        | Клуб                  | Ліга      | І                | Г                | П                | О                | ШХ               | І       | Г       | П       | О       | ШХ      |
| ------------ | --------------------- | --------- | ---------------- | ---------------- | ---------------- | ---------------- | ---------------- | ------- | ------- | ------- | ------- | ------- |
| 1993–94      | «Вітковіце»           | ЧЕ        | 41               | 3                | 4                | 7                | 0                | —       | —       | —       | —       | —       |
| 1994–95      | «Гартфорд Вейлерс»    | НХЛ       | 1                | 0                | 1                | 1                | 0                | —       | —       | —       | —       | —       |
| 1994–95      | «Спрінгфілд Фелконс»  | АХЛ       | 58               | 11               | 30               | 41               | 91               | —       | —       | —       | —       | —       |
| 1995–96      | «Спрінгфілд Фелконс»  | АХЛ       | 68               | 8                | 14               | 22               | 135              | 8       | 1       | 3       | 4       | 20      |
| 1995–96      | «Гартфорд Вейлерс»    | НХЛ       | 7                | 0                | 0                | 0                | 4                | —       | —       | —       | —       | —       |
| 1996–97      | «Спрінгфілд Фелконс»  | АХЛ       | 3                | 0                | 3                | 3                | 4                | —       | —       | —       | —       | —       |
| 1996–97      | «Гартфорд Вейлерс»    | НХЛ       | 47               | 1                | 5                | 6                | 50               | —       | —       | —       | —       | —       |
| 1997–98      | «Мальме Редгокс»      | Елітсерія | 37               | 1                | 5                | 6                | 21               | —       | —       | —       | —       | —       |
| 1998–99      | «Біст оф Нью-Гейвен»  | АХЛ       | 21               | 2                | 8                | 10               | 28               | —       | —       | —       | —       | —       |
| 1998–99      | «Вітковіце»           | ЧЕ        | 1                | 1                | 0                | 1                | 6                | —       | —       | —       | —       | —       |
| 1998–99      | «Кароліна Гаррікейнс» | НХЛ       | 52               | 2                | 9                | 11               | 36               | 4       | 0       | 0       | 0       | 4       |
| 1999–00      | «Кароліна Гаррікейнс» | НХЛ       | 57               | 4                | 10               | 14               | 63               | —       | —       | —       | —       | —       |
| 2000–01      | «Кароліна Гаррікейнс» | НХЛ       | 61               | 6                | 14               | 20               | 34               | 3       | 0       | 0       | 0       | 6       |
| 2001–02      | «Кароліна Гаррікейнс» | НХЛ       | 82               | 4                | 19               | 23               | 88               | 23      | 0       | 3       | 3       | 18      |
| 2002–03      | «Кароліна Гаррікейнс» | НХЛ       | 10               | 0                | 2                | 2                | 16               | —       | —       | —       | —       | —       |
| 2002–03      | «Ванкувер Канакс»     | НХЛ       | 69               | 7                | 11               | 18               | 52               | 14      | 1       | 1       | 2       | 10      |
| 2003–04      | «Ванкувер Канакс»     | НХЛ       | 78               | 3                | 16               | 19               | 45               | 7       | 0       | 0       | 0       | 10      |
| 2004–05      | «Вітковіце»           | ЧЕ        | 42               | 1                | 9                | 10               | 50               | 7       | 0       | 0       | 0       | 37      |
| 2005–06      | «Нью-Йорк Рейнджерс»  | НХЛ       | 74               | 2                | 16               | 18               | 78               | 4       | 0       | 1       | 1       | 6       |
| 2006–07      | «Нью-Йорк Рейнджерс»  | НХЛ       | 69               | 2                | 19               | 21               | 70               | 10      | 1       | 3       | 4       | 10      |
| 2007–08      | «Нью-Йорк Рейнджерс»  | НХЛ       | 42               | 2                | 8                | 10               | 48               | —       | —       | —       | —       | —       |
| 2008–09      | «Тампа-Бей Лайтнінг»  | НХЛ       | 42               | 0                | 5                | 5                | 36               | —       | —       | —       | —       | —       |
| Усього в НХЛ |                       |           | 691              | 33               | 135              | 168              | 620              | 65      | 2       | 8       | 10      | 64      |